# Oemona separata
Oemona separata är en skalbaggsart som först beskrevs av Thomas Broun 1921.  Oemona separata ingår i släktet Oemona och familjen långhorningar. Inga underarter finns listade i Catalogue of Life.

## Bildgalleri

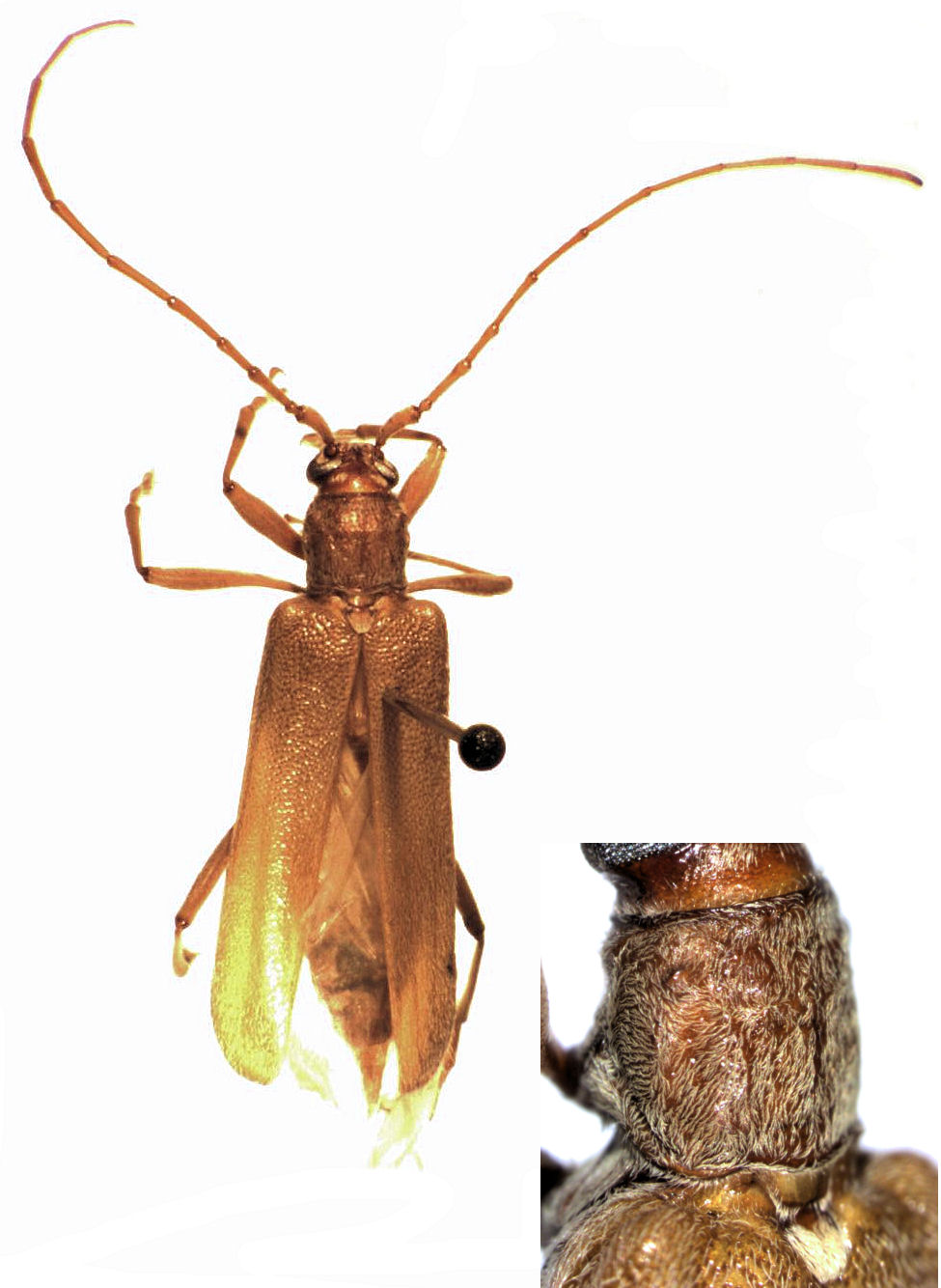
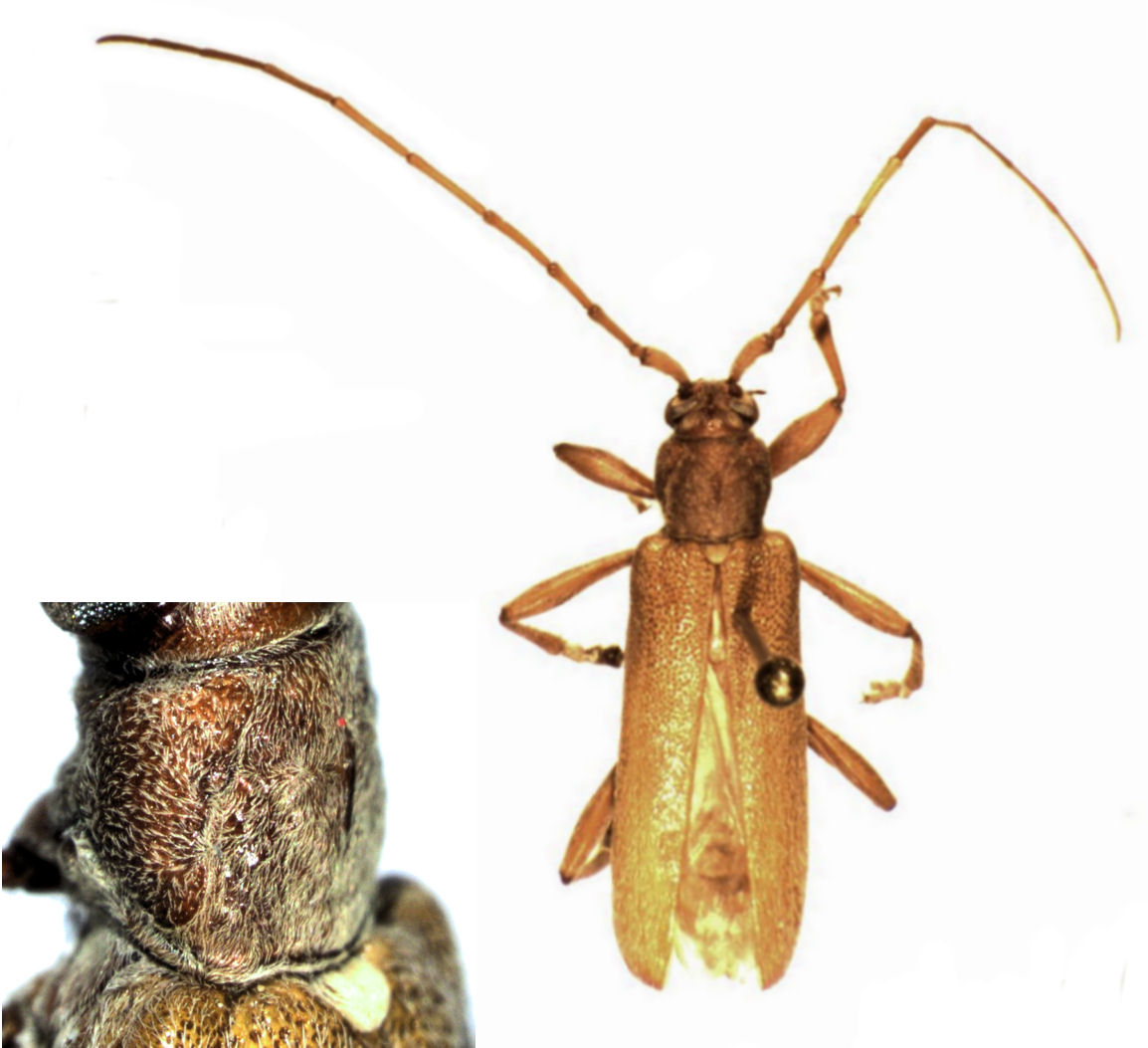